# Bačina
Bačina (izvirno srbsko Бачина) je naselje v Srbiji, ki upravno spada pod Občino Varvarin; slednja pa je del Rasinskega upravnega okraja.

## Demografija
V naselju, katerega izvirno (srbsko-cirilično) ime je Бачина, živi 1927 polnoletnih prebivalcev, pri čemer je njihova povprečna starost 43,4 let (42,5 pri moških in 44,2 pri ženskah). Naselje ima 681 gospodinjstev, pri čemer je povprečno število članov na gospodinjstvo 3,50.
V naselju živijo pretežno Srbi (popis leta 2002.), a v času zadnjih treh popisov je opazno zmanjšanje števila prebivalcev.
|  |

| Demografija | Demografija     | Demografija     |
| Leto        | Št. prebivalcev | Št. prebivalcev |
| ----------- | --------------- | --------------- |
|             |                 |                 |
|             |                 |                 |
|             |                 |                 |
|             |                 |                 |
| 1948        | 3343            |                 |
| 1953        | 3465            |                 |
| 1961        | 3292            |                 |
| 1971        | 3165            |                 |
| 1981        | 3022            |                 |
| 1991        | 2812            | 2631            |
| 2002        | 2642            | 2381            |
|             |                 |                 |

| Etnična sestava po popisu iz leta 2002 | Etnična sestava po popisu iz leta 2002 | Etnična sestava po popisu iz leta 2002 | Etnična sestava po popisu iz leta 2002 | Etnična sestava po popisu iz leta 2002 |
| -------------------------------------- | -------------------------------------- | -------------------------------------- | -------------------------------------- | -------------------------------------- |
| Srbi                                   | Srbi                                   |                                        | 2.363                                  | 99,24%                                 |
| Romi                                   | Romi                                   |                                        | 5                                      | 0,20%                                  |
| Makedonci                              | Makedonci                              |                                        | 4                                      | 0,16%                                  |
| Črnogorci                              | Črnogorci                              |                                        | 2                                      | 0,08%                                  |
| Slovenci                               | Slovenci                               |                                        | 1                                      | 0,04%                                  |
| Muslimani                              | Muslimani                              |                                        | 1                                      | 0,04%                                  |
| Bolgari                                | Bolgari                                |                                        | 1                                      | 0,04%                                  |
| Neznano                                | Neznano                                |                                        | 3                                      | 0,12%                                  |